# Boutx
Boutx település Franciaországban, Haute-Garonne megyében. Lakosainak száma 253 fő (2022. január 1.). Boutx Saint-Lary, Argut-Dessous, Bezins-Garraux, Fos, Melles, Portet-d’Aspet, Razecueillé, Saint-Béat-Lez, Sengouagnet, Eup és Arguenos községekkel határos.

## Népesség
A település népességének változása:
| Lakosok száma | 251  | 362  | 324  | 269  | 241  | 240  | 244  | 249  | 253  | 253  |
|               | 1968 | 1982 | 1990 | 2006 | 2013 | 2015 | 2017 | 2019 | 2020 | 2022 |